# I liga polska w piłce siatkowej mężczyzn (1957/1958)
I liga polska w piłce siatkowej mężczyzn 1957/1958 – 22. edycja rozgrywek o mistrzostwo Polski w piłce siatkowej mężczyzn.

## Drużyny uczestniczące
| | I liga 1957/1958  |   |
| --- | ----------------- | - |
| WAR | AZS-AWF Warszawa  | 1 |
| LEG | Legia Warszawa    | 2 |
| KRA | AZS Kraków        | 3 |
| ŁÓD | AZS Łódź          | 4 |
| GDA | Wybrzeże Gdańsk   | 5 |
| SZC | Pogoń Szczecin    | 6 |
| WRO | Gwardia Wrocław   | 7 |
| WRO | Czarni Wrocław    | 8 |
| WRO | AZS Wrocław       | 9 |
| | Awans z II ligi   |   |
| KAT | Górnik Katowice   |   |
| KRA | Korona Kraków     |   |
| BIA | Gwardia Białystok |   |
| Oznaczenia: - kolumna pierwsza – skróty nazw drużyn wpisane na mapie (jeśli ta została zamieszczona), - kolumna trzecia – miejsce zajęte przez daną drużynę w poprzednim sezonie. |                   |   |

## Klasyfikacja końcowa
| Miejsce | Drużyna           |
| ------- | ----------------- |
| 1.      | AZS-AWF Warszawa  |
| 2.      | Legia Warszawa    |
| 3.      | Wybrzeże Gdańsk   |
| 4.      | Gwardia Wrocław   |
| 5.      | Górnik Katowice   |
| 6.      | AZS Łódź          |
| 7.      | AZS Kraków        |
| 8.      | Pogoń Szczecin    |
| 9.      | Korona Kraków     |
| 10.     | AZS Wrocław       |
| 11.     | Gwardia Białystok |
| 12.     | Czarni Wrocław    |

     spadek do II ligi